# 巴列德维利亚韦尔德
巴列德维利亚韦尔德，是西班牙坎塔布里亚的一个市镇。总面积20平方公里，总人口365人（2001年），人口密度18人/平方公里。